# Global Rosetta
Global Rosetta (nombre vacío de significado, elegido por el bufete de abogados que gestionó la creación) empresa de tecnología de la información,con sede social en Madrid, perteneciente al fondo alemán Aurelius AG. Opera con la marca cGS.
Fue fundada en 2013 por Schneider Electric para contener la escisión del negocio de consultoría IT de una de sus filiales, Telvent. En abril de 2014, el fondo alemán Aurelius AG hace efectiva la compra de la empresa para integrarla en su nuevo proyecto en el negocio IT: Connectis.
En junio de 2014, poco más de un mes después de hacerse efectiva la compra, los nuevos propietarios de Global Rosetta, inician un proceso de reestructuración y recorte salarial a los empleados que desemboca en la convocatoria de una huelga indefinida